# Dendropanax blakeanus
Dendropanax blakeanus är en araliaväxtart som beskrevs av Britton. Dendropanax blakeanus ingår i släktet Dendropanax och familjen Araliaceae. Inga underarter finns listade.